# Wildest Dreams (singel Iron Maiden)
Wildest Dreams singel z trzynastego studyjnego albumy Dance of Death grupy Iron Maiden.

## Lista utworów

### CD
1. "Wildest Dreams" (Adrian Smith, Steve Harris) – 3:49
2. "Pass the Jam" – 8:20
3. "Blood Brothers (orchestral mix)" (Harris) – 7:10

### DVD
1. "Wildest Dreams" (promo video) (Adrian Smith, Steve Harris) – 3:49
2. "The Nomad (rock mix)" (Dave Murray, Steve Harris)
3. "Blood Brothers (rock mix)" (Harris)
4. "Dance of Death – Behind the Scenes" (video)

## Twórcy
- Bruce Dickinson – śpiew
- Dave Murray – gitara elektryczna
- Adrian Smith – gitara elektryczna, podkład wokalny
- Janick Gers – gitara elektryczna, podkład wokalny
- Steve Harris – gitara basowa, podkład wokalny
- Nicko McBrain – perkusja